# Hypsiboas andinus
Hypsiboas andinus là một loài ếch thuộc họ Nhái bén. Loài này có ở Argentina và Bolivia.
Môi trường sống tự nhiên của chúng là rừng khô nhiệt đới hoặc cận nhiệt đới, rừng mây ẩm nhiệt đới và cận nhiệt đới, đồng cỏ nhiệt đới hoặc cận nhiệt đới vùng đất cao, sông ngòi, đầm nước ngọt, đầm nước ngọt có nước theo mùa, và kênh đào và mương rãnh. Nó không được IUCN xem là loài bị đe dọa.